# Эванс, Шан
Шан Эванс (англ. и валл. Sian Evans) — валлийская певица, автор песен и вокалистка музыкальной группы Kosheen, благодаря которой получила успех и популярность по всему миру в начале 2000-х с хитами «Catch», «Hide U», «Hungry» и «All in My Head».

## Биография

### Начало жизни и карьеры
Шан Эванс родилась 9 октября 1971 года в городке Кайрфилли в Южном Уэльсе. Её мать была певицей, поэтому Шан начала петь с самого раннего возраста. Её дедушка был композитором и дирижёром мужского хора. В 16 лет Шан сбежала из дома и отправилась в Кардифф, где жила в сквотах, у друзей, подрабатывая на нескольких работах и посещая все возможные вечеринки и фестивали чуть ли не по всей стране. В этом возрасте она пела вокальные партии для множества местных джаз-бендов и r&b-групп. В 1991 году у неё родился сын, и Шан пришлось поменять свои приоритеты и образ жизни. Следующие четыре года она проводила время с сыном, участвуя в протестах против загрязнения окружающей среды, таких как Ньюбери. В этот период жизни Шан подрабатывала на летних фестивалях. Ощутив всю прелесть жизни на природе, в 1996 году она присоединилась к палаточному лагерю, расположившемуся в лесу рядом с деревенькой Бречфа в южном Уэльсе, где прожила девять месяцев.
По ночам, уложив сына, Шан писала песни. Несмотря на то, что она ещё в детстве постоянно писала стихи, слушала уэльский фольклор и Джони Митчелл, Шан только тогда впервые почувствовала желание сочинять музыку.
«Еще будучи ребёнком, я постоянно вела дневник, а то, что записывала, потом превращала в стихи. Я не раз приходила к выводу, что лучше написать, чем высказать. Это был мой способ самовыражения».
Осознав, что именно с песенным творчеством она хочет связать свою дальнейшую жизнь (а так и оказалось, что в основу дебютного альбома Kosheen «Resist» легли именно песни, написанные в тот период), она переехала жить в Бристоль, чтобы найти кого-нибудь, кто бы ей подыграл. Там она и встретила Марки и Даррена (Darren Decoder и Markee Substance).

## Музыкальная карьера

### Kosheen
Kosheen — британский музыкальный коллектив, исполняющий музыку в стиле трип-хоп, драм-н-бейс. Название группы представляет собой сочетание японских слов старый (яп. 古 ко) и новый (яп. 新 шин).
Состав:
- Шан Эванс[2] — вокалистка, автор песен.
- Даррен Бил[3] (англ. Darren Beale), более известный как Decoder — продюсер.
- Марки Моррисон (англ. Markee Morrison), более известный как Substance — продюсер.

Kosheen прославились на весь мир после выхода их дебютного сингла Hide U в 2001 году, который достиг 6 места в официальном чарте Великобритании. Дебютный альбом группы Resist, вышедший в том же году, сочетал в себе все возможные стили от драм-н-бейса и трип-хопа до чиллаута и гитарных баллад, был одинаково тепло принят критикой и публикой и спустя некоторое время получил статус «платинового».
На втором альбоме, Kokopelli (2003) группа отошла от электроники и ударилась в мрачный атмосферный поп-рок. Такая резкая смена стиля оставила многих в замешательстве, но это не помешало дебютному синглу с пластинки All in My Head (7-е место в UK top 40) стать большим хитом в Великобритании и Европе, а затем альбому получить «золотой» статус.
После выхода Kokopelli и sold-out тура в его поддержку Kosheen замолчали на 4 года, чтобы в 2007 году снова выстрелить — альбомом Damage. Damage — это настоящий калейдоскоп стилей, искрящихся звуков и замечательных мелодий. По жанру его можно отнести к электропопу в духе Eurythmics, Gary Numan и Clinic, но их музыка далека от заимствований — Kosheen всегда играли жанрами и действительно создали свой неповторимый звук.
Четвёртый студийный альбом группы Independence вышел 1 октября 2012 года. И последний на сегодняшний момент альбом вышел в 2013 году — Solitude.
В октябре Kosheen дали свой последний концерт, и в апреле 2016 года группа Kosheen официально распалась.
Все участники группы ушли в свои сольные проекты.

### Коллаборации
Выступая с Kosheen и по всему миру более 17 лет, Шан Эванс успела закрепить за собой звание успешного автора песен и певицы.
В 1997 году, ещё до образования Kosheen, вышел совместный трек с Bench — Manic Suspension.
В 2010 году Шан появилась на треке с Martin Eyerer — Your Move.
В июле 2011 года Шан Эванс вернулась на вершины европейских чартов выпустив совместный трек «Louder» с DJ Fresh. Песня взорвала европейские и мировые чарты, удерживаясь на 1 местах в течение нескольких недель. Трек стал официальным гимном Lucozade Sport Lite во втором половине 2011 года. За первую неделю после выхода, сингл был продан в количестве 140,000 копий. С тех пор трек «Louder» получил множество наград, включая премию Urban Music за лучший танцевальный сингл.
Также Шан написала трек для Риты Оры «Hot right Now», который также занял вершины чартов.
Позже в 2011 году вышел альбом Roger Shah «Openminded!?», в который вошло три трека с Шан Эванс — In The Light, Shine и новая версия хита Hide U.
Далее список коллабораций пополнился таким именами как: Jody Wisternoff, Chicane, Dino Psaras, E-Z Rollers, Dr. Meaker, Jolyon Petch, Brains, Martin Eyerer, Paul Hazendonk, Bent, Lee Dagger и т. д.
В 2015 году вышел совместный трек с Jody Wisternoff — The Bridge.
В 2016 году она выпустила трек 'Losing My Mind' с eSQUIRE & Petch, а в 2017 'Boy In The Picture' с бельгийскими продюсерами Kid Créme & Jolyon Petch.
В 2019 году были записаны два трека: Up2U вместе с британским дуэтом The Stanton Warriors и Orange Hear – совместный трек с голландским диджеем Виллемом Ребергеном, выступающим под псевдонимом Headhunterz. Опыт оказался успешным и в следующем году вместе с Headhunterz  был записан еще один трек – Dragonborn Part 3 (Oceans Apart).

### Сольная карьера
Помимо своей карьеры на электронной и танцевальной сцене, В 2014 году Шан собрала свою собственную группу.
Свою сольную акустическую программу певица анонсировала летом того же года в Лондоне в джаз-кафе Camden.
Следующие два года она выступала со своей новой группой в Великобритании, Австрии, Бельгии, Украине и России.
В 2017 году певица продолжает работу над своим сольным альбомом и готовит к презентации свое новое концертное шоу, звучание которого отличается от предыдущей Unplugged программы.

## Дискография

### Kosheen

#### Альбомы
| Год  | Название     | Позиция чарта | Позиция чарта | Позиция чарта | Позиция чарта | Позиция чарта | Позиция чарта | Позиция чарта | Позиция чарта | Позиция чарта | Certifications          |
| Год  | Название     | UK            | AUS           | AUT           | BEL           | GER           | NL            | FIN           | SWI           | US            | Certifications          |
| ---- | ------------ | ------------- | ------------- | ------------- | ------------- | ------------- | ------------- | ------------- | ------------- | ------------- | ----------------------- |
| 2001 | Resist       | 8             | 29            | 18            | 8             | 45            | 25            | 36            | —             | 15            | - UK: Платиновый альбом |
| 2003 | Kokopelli    | 7             | 67            | 6             | 10            | 16            | —             | —             | 30            | 40            | - UK: Золотой альбом    |
| 2007 | Damage       | 95            | —             | 18            | 75            | 48            | —             | —             | 23            | 35            |                         |
| 2012 | Independence | —             | —             | 37            | —             | —             | —             | —             | 41            | —             |                         |
| 2013 | Solitude     | —             | —             | —             | —             | —             | —             | —             | —             | —             |                         |

### Коллаборации
| Год  | Песня                            | Позиция чарта | Позиция чарта | Позиция чарта | Позиция чарта | Позиция чарта | Позиция чарта | Позиция чарта | Альбом       |
| Год  | Песня                            | UK            | UK Dance      | UK Indie      | BEL (FL)      | BEL (WA)      | IRE           | SCO           | Альбом       |
| ---- | -------------------------------- | ------------- | ------------- | ------------- | ------------- | ------------- | ------------- | ------------- | ------------ |
| 2010 | «Your Move» (with Martin Eyerer) | —             | —             | —             | 98            | —             | —             | —             | -            |
| 2011 | «Louder» (with DJ Fresh)         | 1             | 1             | 1             | 5             | 43            | 4             | 1             | Nextlevelism |
| 2013 | «We Are One» (with Brains)       | —             | —             | —             | —             | —             | —             | —             | Full Range   |
| 2014 | «Right Back» (with Dr Meaker)    | 151           | 40            | 15            | —             | —             | —             | —             | TBA          |